# Brigi
Brigii au fost un trib trac despre care Strabon scrie că „au părăsit Europa, ultimii mariandinii, rămânând doar moesii”. În Asia Mică se numeau frigieni. Limba frigiană apare în inscripții bilingve din secolul al III-lea d.Hr. și se vorbea și în secolul al V-lea d.Hr.. Socrates Scolasticul (380-439) afirmă că episcopul arian Selinas, născut din tată got și mamă frigiană, slujea în biserică în ambele limbi ale părinților.

## Vezi și
- Medobitinii (cele două etape de migrație)